# Valdealgorfa
Valdealgorfa – gmina w Hiszpanii, w prowincji Teruel, w Aragonii, o powierzchni 46,93 km². W 2011 roku gmina liczyła 651 mieszkańców.